# Chenac-Saint-Seurin-d’Uzet
Chenac-Saint-Seurin-d’Uzet – miejscowość i gmina we Francji, w regionie Nowa Akwitania, w departamencie Charente-Maritime.
Według danych na rok 1990 gminę zamieszkiwało 599 osób, a gęstość zaludnienia wynosiła 30 osób/km² (wśród 1467 gmin regionu Poitou-Charentes Chenac-Saint-Seurin-d’Uzet plasuje się na 491. miejscu pod względem liczby ludności, natomiast pod względem powierzchni na miejscu 401.).